# Rune Herregodts
Rune Herregodts (ur. 27 lipca 1998 w Aalst) – belgijski kolarz szosowy.

## Osiągnięcia
Opracowano na podstawie:

2018
- 2. miejsce w Dorpenomloop Rucphen

2020
- 1. miejsce w Paryż-Tours U23

2021
- 3. miejsce w Trofeo Calvia
- 1. miejsce w Ronde van Drenthe

2022
- 1. miejsce na 1. etapie Vuelta a Andalucía
- 1. miejsce na 1. etapie Czech Cycling Tour

2023
- 2. miejsce w Figueira Champions Classic
- 3. miejsce w mistrzostwach Belgii (jazda indywidualna na czas)

2024
- 1. miejsce w ZLM Tour
  - 1. miejsce na 1. etapie
- 3. miejsce w mistrzostwach Belgii (jazda indywidualna na czas)

## Rankingi
| Rok             | 2018  | 2019 | 2020 | 2021 | 2022 | 2023 | 2024 |
| --------------- | ----- | ---- | ---- | ---- | ---- | ---- | ---- |
| World Ranking   | 1549. | -    | 803. | 161. | 325. | 320. | 349. |
| UCI Europe Tour | 995.  | -    | 642. | 138. | 262. | -    | -    |
|                 |       |      |      |      |      |      |      |
| Źródło: UCI     |       |      |      |      |      |      |      |